# Adrian (film)
Adrian je slovenski kratki dramski film iz leta 1998. Nastal je s podporo Filmskega sklada RS.

### Zgodba
Zgodba je postavljena v zgodnja 60. leta. Mama dečka Adriana ima avanturo z mladim, postavnim zapeljivcem.

## Kritike
Peter Kolšek je pohvalil uporabo dialoškosti brez besed in časovnega zamika, ki sta omogočila, da je otrokov pogled postal gledalčev, kar se zgodbam o odraščanju ne posreči zmeraj, hkrati pa se med obema pogledoma ni podrlo razmerje. S postavitvijo v 60. leta se je avtorica po njegovem mnenju izognila vdoru vulgarnosti v dečkovo tiho podoživljanje preteče nevarnosti, hkrati pa je dosegla brezčasnost problema. Všeč mu je bila tudi Kasteličeva odlična in prefinjena fotografija. Mlakarjeva in Cavazza sta po njegovem dobro stregla dečkovemu pogledu, Majdič pa se mu je zdel boljši v izražanju plahe ranljivosti kot v nakazovanju prve deške drznosti.

## Zasedba
- Timotej Majdič: Adrian
- Zvezdana Mlakar: mama
- Sebastijan Cavazza: mladenič

## Ekipa
- fotografija: Bojan Kastelic
- glasba: Mitja Vrhovnik Smrekar
- montaža: Peter Braatz
- scenografija: Andrej Stražišar
- kostumografija: Majda Kolenik
- maska: Aljana Hajdinjak
- zvok: Hanna Preuss Slak

## Nagrade
- Festival slovenskega filma 1998: nagrada za najboljši kratki film